# Kagiso Kilego
Kagiso Kilego, född 26 september 1983, är en friidrottare från Botswana. Han deltog vid olympiska sommarspelen 2004.